# Савршена утакмица (бејзбол)
Савршена утакмица (енгл. Perfect game) у МЛБ-у означава утакмицу у којој бацач (или комбинација бацача) доноси победу екипи која траје најмање девет ининга, а да током целе утакмице нити један противнички играч не дође до базе (да буде тркач). Да би постигао савршену утакмицу, тим не сме дозоволити ниједном противничком играчу да на било који начин дође до базе, укључујући ударац, шетњу, погодак лоптице у ударача, неухваћени трећи страјк, ометање од стране хватача или играча у одрани или грешке у пољу. Укратко „27 горе, 27 доле”, односно 27 (за утакмицу од девет ининга) аутова да се направи без избацивања тркача противничких. Ово је учињено 24 пута током више од век и по играња игре, а 22 пут од почетка модерне ере у МЛБ-у 1901. Доминго Херман наступавши за Њујорк јенкисе је последњи пут као бацач имао савршену утакмицу 28. јуна 2023. с девет страјкаутова у победи 0 : 11 над Оукланд атлетиксима. Логично, савршена игра обухвата и утакмицу без ударача и утакмицу без примљених поена. Грешка на терену која ударачу не дозволи да дође до базе, као и неухваћена ухватљива фаул лопта не квари савршену игру, све док као последица тога не буде тркач на бази. Према садашњој дефиницији, када је игра скраћена из било којих разлога то онда не може се квалификовати као савршена утакмица иако испуњава све остале параметре (осим минимум девет ининга). 
Прва потврђена употреба израза савршена утакмица била је 1908, а тренутна дефиниција је последњи пут формализована 1991. Иако је теоретски могуће да неколико бацача комбинује савршену утакмицу (то се догодило за случај не савршене игре, већ игре без ударача 11 пута на нивоу главних лига /данашњи МЛБ/), до данас је сваку савршену утакмицу главних лига бацио само један бацач.
Појам сличан овоме у бејзболу је и утакмица без ударца (енгл. no-hitter). У утакмици ударца, бацач током девет измена не сме ниједном нападачу на палици дозволити ударац, али, за разлику од савршене утакмице, нападач може отићи на базу на било који начин осим ударањем лопте, а чак може и постићи поен.

## Скоро савршена утакмица Галараге
Тадашњи бацач Детроит лајонса Армандо Галарага је грешком судије на првој бази Џима Џојса оштећен за савршену утакмицу. У утакмици против Кливленд индијанса потенцијално последњи, 27 ударач на палици је ударио лопту по земљи између прве и друге базе, али је дефанзивац на првој бази успео да исконтролише лопту и пошаље је Галараги како би направио аут на првој бази. Тркач је каснио цео корак, али је судија на првој бази прогласио ударац елеминисавши Галараги прилику ни да баци савршену утакмицу, ни да баци утакмицу без ударача. Гларага је следећег нападача на палици лако избацио.
Џим Џојс, судија који је направио грешку, уплакан је после утакмице пришао Галараги и извинио му се за лошу одлуку. Галарага је прихватио извињење рекавши му да у потпуности разуме ситуацију. Доцније је рекао новинарима да „нико није савршен”. Њихово руковођење напетом ситуацијом је постало симбол спортске културе, фер-плеја и разумевања сложености судијског и играчког посла.
Данас је усвојен колоквијални израз да је Армандо Галарага једини човек у повести који је бацио савршену утакмицу с 28 аутова („Екстра савршена утакмица”), приписајући му и оно очигледно избацивање 27. нападача. Постоје покрети који се залажу да МЛБ званично призна Галараги савршену утакмицу.